# 文峰区
文峰区（ぶんほう-く）は、中華人民共和国河南省安陽市に位置する市轄区。

## 行政区画
- 街道:東大街街道、頭二三街道、甜水井街道、東関街道、南関街道、西関街道、西大街街道、北大街街道、紫薇大道街道、光華路街道、永明路街道、中華路街道
- 鎮:宝蓮寺鎮